# Puchar Świata w kolarstwie torowym 2011/2012

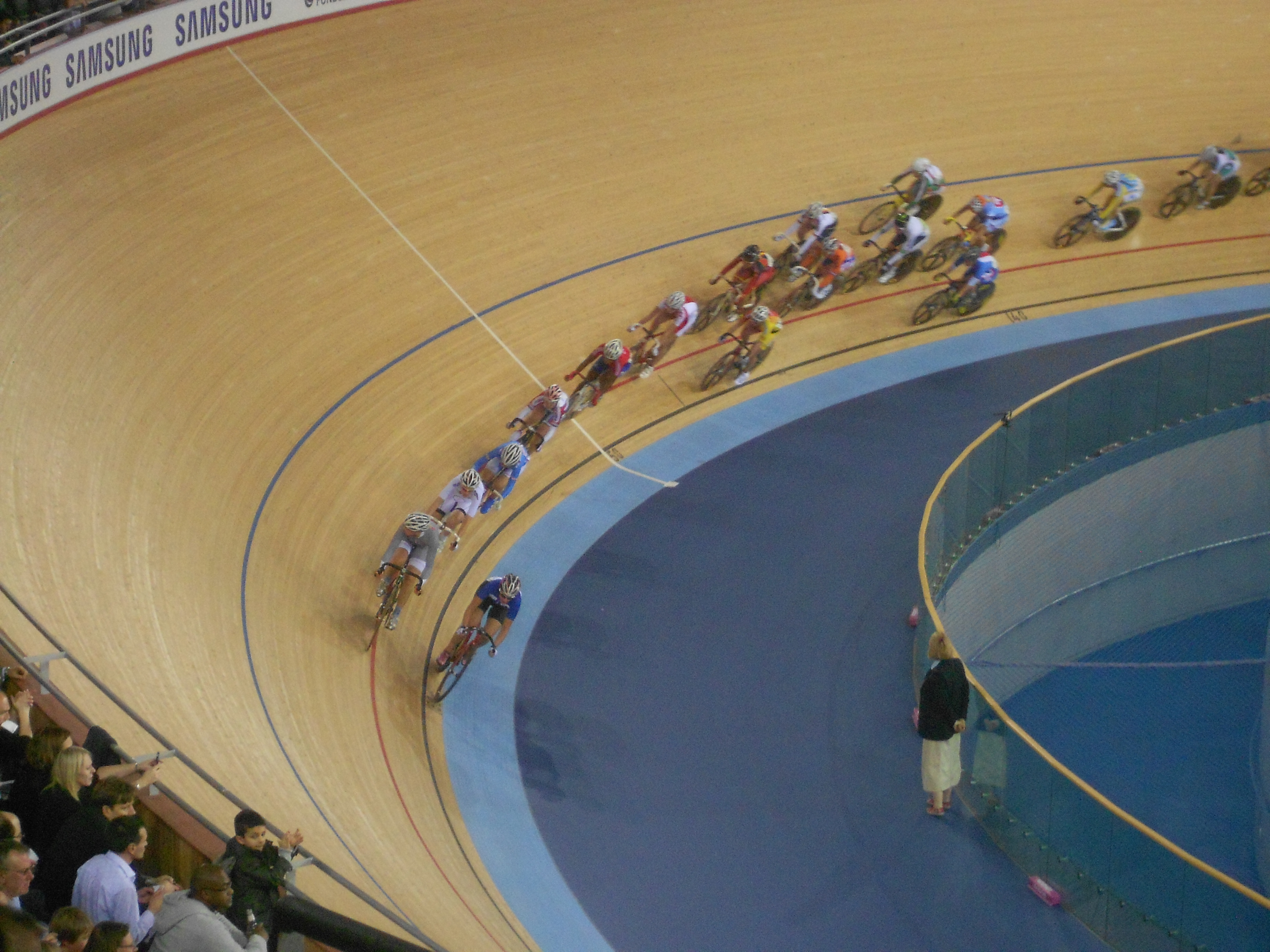
Puchar Świata w kolarstwie torowym w Londynie

Puchar Świata w kolarstwie torowym w sezonie 2011/2012 to 20. edycja tej imprezy. Organizowany przez UCI, obejmował cztery rundy: w stolicy Kazachstanu – Astanie w dniach 4–6 listopada 2011, w kolumbijskim Cali w dniach 1–3 grudnia 2011, w stolicy Chin – Pekinie w dniach 12–15 stycznia 2012 roku oraz stolicy Wielkiej Brytanii – Londynie w dniach 16–19 stycznia 2012 roku.
Trofeum sprzed roku broniła reprezentacja Francji. W tym sezonie najlepsza okazała się reprezentacja Niemiec.

## Klasyfikacja narodów
| Miejsce | Państwo         | Punkty |
| ------- | --------------- | ------ |
| 1.      | Niemcy          | 291    |
| 2.      | Francja         | 247    |
| 3.      | Australia       | 241    |
| 4.      | Wielka Brytania | 203    |
| 5.      | Chiny           | 158    |
| 5.      | Holandia        | 157    |
| 7.      | Nowa Zelandia   | 154    |
| 8.      | Litwa           | 131    |
| 9.      | Ukraina         | 127    |
| 10.     | Belgia          | 125    |

## Wyniki

### Mężczyźni

#### Keirin
| Lp. | Miasto               | 1. miejsce         | 2. miejsce       | 3. miejsce       |
| --- | -------------------- | ------------------ | ---------------- | ---------------- |
| 1.  | Astana               | Christos Wolikakis | Chris Hoy        | Siergiej Borysow |
| 2.  | Cali                 | Maximilian Levy    | François Pervis  | Hersony Canelón  |
| 3.  | Pekin                | François Pervis    | Siergiej Borysow | Andrew Taylor    |
| 4.  | Londyn               | Chris Hoy          | René Enders      | Mickaël Bourgain |
|     | Klasyfikacja końcowa | Chris Hoy          | François Pervis  | Maximilian Levy  |

#### 1000 m
| Lp. | Miasto               | 1. miejsce           | 2. miejsce           | 3. miejsce           |
| --- | -------------------- | -------------------- | -------------------- | -------------------- |
| 1.  | Cali                 | François Pervis      | Simon van Velthooven | Filip Ditzel         |
| 2.  | Londyn               | Stefan Nimke         | Michaël D’Almeida    | Simon van Velthooven |
|     | Klasyfikacja końcowa | Simon van Velthooven | Stefan Nimke         | François Pervis      |

#### Sprint indywidualny
| Lp. | Miasto               | 1. miejsce       | 2. miejsce        | 3. miejsce        |
| --- | -------------------- | ---------------- | ----------------- | ----------------- |
| 1.  | Astana               | Chris Hoy        | Dienis Dmitrijew  | Shane Perkins     |
| 2.  | Cali                 | Stefan Bötticher | Maximilian Levy   | Robert Förstemann |
| 3.  | Pekin                | Charlie Conord   | Zhang Lei         | Dienis Dmitrijew  |
| 4.  | Londyn               | Chris Hoy        | Robert Förstemann | Dienis Dmitrijew  |
|     | Klasyfikacja końcowa | Chris Hoy        | Maximilian Levy   | Dienis Dmitrijew  |

#### Sprint drużynowy
| Lp. | Miasto               | 1. miejsce                                                            | 2. miejsce                                                         | 3. miejsce                                                                |
| --- | -------------------- | --------------------------------------------------------------------- | ------------------------------------------------------------------ | ------------------------------------------------------------------------- |
| 1.  | Astana               | Team Erdgas.2012 Joachim Eilers Robert Förstemann Maximilian Levy     | Team Jayco-AIS Matthew Glaetzer Shane Perkins Scott Sunderland     | Francja · Mickaël Bourgain · Michaël D’Almeida · Kévin Sireau             |
| 2.  | Cali                 | Niemcy · René Enders · Maximilian Levy · Stefan Nimke                 | Team Erdgas.2012 Robert Förstemann Stefan Bötticher Joachim Eilers | Wenezuela · César Marcano · Hersony Canelón · Ángel Pulgar                |
| 3.  | Pekin                | Moscow Track Team Siergiej Kuczerow Dienis Dmitrijew Siergiej Borysow | Chiny · Cheng Changsong · Zhang Lei · Zhang Miao                   | Nowa Zelandia · Matthew Archibald · Edward Dawkins · Simon van Velthooven |
| 4.  | Londyn               | Niemcy · René Enders · Robert Förstemann · Maximilian Levy            | Francja · Grégory Baugé · Michaël D’Almeida · Kévin Sireau         | Wielka Brytania · Ross Edgar · Jason Kenny · Chris Hoy                    |
|     | Klasyfikacja końcowa | Niemcy                                                                | Moscow Track Team                                                  | Francja                                                                   |

#### Wyścig indywidualny na dochodzenie
| Lp. | Miasto               | 1. miejsce   | 2. miejsce       | 3. miejsce       |
| --- | -------------------- | ------------ | ---------------- | ---------------- |
| 1.  | Astana               | Glenn O’Shea | Dominique Cornu  | Nikias Arndt     |
| 2.  | Pekin                | Peter Latham | Mitchell Mulhern | Kévin Labèque    |
|     | Klasyfikacja końcowa | Peter Latham | Glenn O’Shea     | Mitchell Mulhern |

#### Wyścig drużynowy na dochodzenie
| Lp. | Miasto               | 1. miejsce                                                                       | 2. miejsce                                                                              | 3. miejsce                                                                       |
| --- | -------------------- | -------------------------------------------------------------------------------- | --------------------------------------------------------------------------------------- | -------------------------------------------------------------------------------- |
| 1.  | Astana               | RusVelo Jewgienij Kowalow Iwan Kowalow Aleksiej Markow Aleksandr Sierow          | Australia · Edward Bissaker · Alexander Edmondson · Mitchell Mulhern · Glenn O’Shea     | Holandia · Levi Heimans · Jenning Huizenga · Arno van der Zwet · Wim Stroetinga  |
| 2.  | Cali                 | Nowa Zelandia · Sam Bewley · Aaron Gate · Marc Ryan · Jesse Sergent              | Australia · Luke Durbridge · Rohan Dennis · Michael Hepburn · Mitchell Mulhern          | Dania · Niki Byrgesen · Casper von Folsach · Rasmus Quaade · Christian Ranneries |
| 3.  | Pekin                | RusVelo Jewgienij Kowalow Iwan Kowalow Aleksiej Markow Aleksandr Sierow          | Australia · Edward Bissaker · Alexander Edmondson · Michael Freiberg · Mitchell Mulhern | Nowa Zelandia · Westley Gough · Cameron Karwowski · Peter Latham · Myron Simpson |
| 4.  | Londyn               | Australia · Jack Bobridge · Rohan Dennis · Michael Hepburn · Alexander Edmondson | Wielka Brytania · Steven Burke · Edward Clancy · Peter Kennaugh · Geraint Thomas        | Nowa Zelandia · Sam Bewley · Aaron Gate · Marc Ryan · Westley Gough              |
|     | Klasyfikacja końcowa | Szwajcaria                                                                       | Rosja                                                                                   | Ukraina                                                                          |

#### Scratch
| Lp. | Miasto               | 1. miejsce         | 2. miejsce        | 3. miejsce         |
| --- | -------------------- | ------------------ | ----------------- | ------------------ |
| 1.  | Astana               | Gijs Van Hoecke    | Ángel Darío Colla | Nikias Arndt       |
| 2.  | Pekin                | Kiriłł Swiesznikow | Albert Torres     | Alaksandr Lisouski |
|     | Klasyfikacja końcowa | Kiriłł Swiesznikow | Gijs Van Hoecke   | Vivien Brisse      |

#### Madison
| Lp. | Miasto               | 1. miejsce                                     | 2. miejsce                                   | 3. miejsce                                   |
| --- | -------------------- | ---------------------------------------------- | -------------------------------------------- | -------------------------------------------- |
| 1.  | Astana               | Australia · Alexander Edmondson · Glenn O’Shea | Szwajcaria · Silvan Dillier · Loïc Perizzolo | Rosja · Artur Jerszow · Kiriłł Swiesznikow   |
| 2.  | Cali                 | Kolumbia · Juan Esteban Arango · Weimar Roldán | Francja · Morgan Kneisky · Vivien Brisse     | Szwajcaria · Cyrille Thièry · Loïc Perizzolo |
| 3.  | Pekin                | Czechy · Martin Bláha · Vojtěch Hačecký        | Belgia · Kenny De Ketele · Tim Mertens       | Hiszpania · David Muntaner · Albert Torres   |
|     | Klasyfikacja końcowa | Szwajcaria                                     | Francja                                      | Czechy                                       |

#### Wyścig punktowy
| Lp. | Miasto               | 1. miejsce     | 2. miejsce         | 3. miejsce    |
| --- | -------------------- | -------------- | ------------------ | ------------- |
| 1.  | Cali                 | Unai Elorriaga | Ingmar De Poortere | Edwin Ávila   |
| 2.  | Londyn               | Albert Torres  | Kiriłł Swiesznikow | Artur Jerszow |
|     | Klasyfikacja końcowa | Unai Elorriaga | Edwin Ávila        | Albert Torres |

#### Omnium
| Lp. | Miasto               | 1. miejsce          | 2. miejsce          | 3. miejsce    |
| --- | -------------------- | ------------------- | ------------------- | ------------- |
| 1.  | Astana               | Roger Kluge         | Cho Ho-sung         | Elia Viviani  |
| 2.  | Cali                 | Juan Esteban Arango | Zach Bell           | Bryan Coquard |
| 3.  | Pekin                | Glenn O’Shea        | Bryan Coquard       | Nikias Arndt  |
| 4.  | Londyn               | Juan Esteban Arango | Cho Ho-sung         | Zach Bell     |
|     | Klasyfikacja końcowa | Bryan Coquard       | Juan Esteban Arango | Cho Ho-sung   |

### Kobiety

#### Keirin
| Lp. | Miasto               | 1. miejsce         | 2. miejsce            | 3. miejsce            |
| --- | -------------------- | ------------------ | --------------------- | --------------------- |
| 1.  | Astana               | Clara Sanchez      | Kristina Vogel        | Jekatierina Gnidienko |
| 2.  | Cali                 | Simona Krupeckaitė | Kristina Vogel        | Virginie Cueff        |
| 3.  | Pekin                | Guo Shuang         | Simona Krupeckaitė    | Daniela Larreal       |
| 4.  | Londyn               | Simona Krupeckaitė | Lee Wai Sze           | Guo Shuang            |
|     | Klasyfikacja końcowa | Simona Krupeckaitė | Jekatierina Gnidienko | Lubow Szulika         |

#### 500 m
| Lp. | Miasto               | 1. miejsce         | 2. miejsce         | 3. miejsce    |
| --- | -------------------- | ------------------ | ------------------ | ------------- |
| 1.  | Astana               | Olga Panarina      | Sandie Clair       | Miriam Welte  |
| 2.  | Pekin                | Lisandra Guerra    | Anastasija Wojnowa | Shi Jingjing  |
|     | Klasyfikacja końcowa | Anastasija Wojnowa | Lisandra Guerra    | Olga Panarina |

#### Sprint indywidualny
| Lp. | Miasto               | 1. miejsce     | 2. miejsce         | 3. miejsce         |
| --- | -------------------- | -------------- | ------------------ | ------------------ |
| 1.  | Astana               | Lubow Szulika  | Anna Meares        | Olga Panarina      |
| 2.  | Cali                 | Kristina Vogel | Virginie Cueff     | Wiktorija Baranowa |
| 3.  | Pekin                | Guo Shuang     | Simona Krupeckaitė | Lin Junhong        |
| 4.  | Londyn               | Guo Shuang     | Anna Meares        | Lee Wai Sze        |
|     | Klasyfikacja końcowa | Guo Shuang     | Kristina Vogel     | Anna Meares        |

#### Sprint drużynowy
| Lp. | Miasto               | 1. miejsce                                             | 2. miejsce                                     | 3. miejsce                                      |
| --- | -------------------- | ------------------------------------------------------ | ---------------------------------------------- | ----------------------------------------------- |
| 1.  | Astana               | Australia · Anna Meares · Kaarle McCulloch             | Ukraina · Ołena Ćioś · Lubow Szulika           | Niemcy · Miriam Welte · Kristina Vogel          |
| 2.  | Cali                 | Niemcy · Kristina Vogel · Miriam Welte                 | Ukraina · Ołena Ćioś · Lubow Szulika           | Rosja · Anastasija Wojnowa · Wiktorija Baranowa |
| 3.  | Pekin                | Chiny · Gong Jinjie · Guo Shuang                       | Litwa · Simona Krupeckaitė · Gintarė Gaivenytė | Max Success Pro Cycling Xu Yulei Shi Jingjing   |
| 4.  | Londyn               | Wielka Brytania · Jessica Varnish · Victoria Pendleton | Australia · Anna Meares · Kaarle McCulloch     | Chiny · Gong Jinjie · Guo Shuang                |
|     | Klasyfikacja końcowa | Chiny                                                  | Niemcy                                         | Ukraina                                         |

#### Wyścig indywidualny na dochodzenie
| Lp. | Miasto               | 1. miejsce     | 2. miejsce        | 3. miejsce        |
| --- | -------------------- | -------------- | ----------------- | ----------------- |
| 1.  | Cali                 | Alison Shanks  | Wendy Houvenaghel | Łesia Kałytowśka  |
| 2.  | Londyn               | Joanna Rowsell | Alison Shanks     | Amy Cure          |
|     | Klasyfikacja końcowa | Alison Shanks  | Joanna Rowsell    | Wendy Houvenaghel |

#### Wyścig drużynowy na dochodzenie
| Lp. | Miasto               | 1. miejsce                                                       | 2. miejsce                                                   | 3. miejsce                                                     |
| --- | -------------------- | ---------------------------------------------------------------- | ------------------------------------------------------------ | -------------------------------------------------------------- |
| 1.  | Astana               | Holandia · Kirsten Wild · Amy Pieters · Eleonora van Dijk        | Chiny · Jiang Fan · Jiang Wenwen · Liang Jing                | Niemcy · Lisa Brennauer · Charlotte Becker · Madeleine Sandig  |
| 2.  | Cali                 | Wielka Brytania · Laura Trott · Wendy Houvenaghel · Sarah Storey | Nowa Zelandia · Lauren Ellis · Jaime Nielsen · Alison Shanks | Stany Zjednoczone · Sarah Hammer · Jennie Reed · Lauren Tamayo |
| 3.  | Pekin                | Ukraina · Switłana Haluk · Jełyzaweta Boczkarewa · Lubow Szulika | Białoruś · Tacciana Szarakowa · Aksana Papko · Alena Dyłko   | Chiny · Jiang Fan · Jiang Wenwen · Liang Jing                  |
| 4.  | Londyn               | Wielka Brytania · Laura Trott · Danielle King · Joanna Rowsell   | Kanada · Tara Whitten · Gillian Carleton · Jasmin Glaesser   | Australia · Annette Edmondson · Amy Cure · Josephine Tomic     |
|     | Klasyfikacja końcowa | Wielka Brytania                                                  | Nowa Zelandia                                                | Ukraina                                                        |

#### Scratch
| Lp. | Miasto               | 1. miejsce      | 2. miejsce          | 3. miejsce        |
| --- | -------------------- | --------------- | ------------------- | ----------------- |
| 1.  | Cali                 | Kelly Druyts    | Katarzyna Pawłowska | Na Ah-reum        |
| 2.  | Londyn               | Melissa Hoskins | Jarmila Machačová   | Łesia Kałytowśka  |
|     | Klasyfikacja końcowa | Kelly Druyts    | Melissa Hoskins     | Jarmila Machačová |

#### Wyścig punktowy
| Lp. | Miasto               | 1. miejsce     | 2. miejsce          | 3. miejsce       |
| --- | -------------------- | -------------- | ------------------- | ---------------- |
| 1.  | Astana               | Na Ah-reum     | Stephanie Pohl      | Elena Cecchini   |
| 2.  | Cali                 | Aksana Papko   | Katarzyna Pawłowska | Wiktorija Kondel |
|     | Klasyfikacja końcowa | Elena Cecchini | Aksana Papko        | Na Ah-reum       |

#### Omnium
| Lp. | Miasto               | 1. miejsce           | 2. miejsce        | 3. miejsce           |
| --- | -------------------- | -------------------- | ----------------- | -------------------- |
| 1.  | Astana               | Jewgienija Romaniuta | Danielle King     | Li Huang             |
| 2.  | Cali                 | Sarah Hammer         | Tara Whitten      | Laura Trott          |
| 3.  | Pekin                | Jewgienija Romaniuta | Li Huang          | Małgorzata Wojtyra   |
| 4.  | Londyn               | Sarah Hammer         | Annette Edmondson | Laura Trott          |
|     | Klasyfikacja końcowa | Li Huang             | Sarah Hammer      | Jewgienija Romaniuta |